# Eselsecke
Eine Eselsecke ist ein heute in Deutschland noch  verwendeter umgangssprachlicher Ausdruck  für einen Ort, an den eine Person verwiesen wird, die eine „Eselei“ – eine unbedachte, dumme, törichte Handlung – begangen hat oder der eine Vergesslichkeit angelastet wird. Beispiel: „Dafür gehörst Du in die Eselsecke!“

## Herkunft
Der Begriff Eselsecke stammt aus der Zeit, als Lasten mit Eseln transportiert wurden und diese in einer Ecke angebunden wurden, z. B. im hinteren Bereich einer Kirche. Da die Esel fälschlicherweise als dumme Tiere eingestuft wurden, kam es umgangssprachlich zu dieser Verwendung.

### Strafe in der Schule
Das In-die-Ecke-Stellen, geh in die Eselsecke oder in Österreich Winkerlstehen war eine Strafe für unbotmäßige Schüler (Strafestehen). Dieser hatte sich dann in eine bestimmte Ecke des Klassenzimmers zu begeben und dort so lange zu stehen, teilweise mit dem Gesicht zur Wand, bis der Lehrer ihn davon erlöste. Diese Art der Strafe gilt in Deutschland laut einem aktuellen Gesetzeskommentar von 1997 als „entwürdigende Erziehungsmaßnahme“ und ist daher inzwischen untersagt. 2012 wurde ein Verbot für Österreich in Aussicht gestellt.